# Уайт-и-Лафитт, Хосе Сильвестре
Хосе Сильвестре де лос Долорес Уайт-и-Лафитт (исп. José Silvestre de los Dolores White y Lafitte, часто Жозеф Уайт, англ. Joseph White; 17 января 1836, Матансас — 1918, Париж) — кубинский скрипач и композитор.

## Биография
Сын испанского коммерсанта, скрипача-любителя. Мать — афрокубинка. Начал выступать с концертами в 1854 г. На одном из выступлений в ансамбле с ним оказался американский пианист и композитор Луи Моро Готшалк, убедивший юношу продолжить обучение в Париже и собравший для этого средства. В Парижской консерватории Уайт учился у Дельфена Аляра и уже в 1856 г. получил первую премию консерватории. 28 ноября 1858 года датировано письмо Джоакино Россини Уайту, в котором он отзывается о последнем как об «артисте, которым вправе гордиться французская скрипичная школа». В дальнейшем Уайт продолжал заниматься в консерватории композицией под руководством Наполеона Ребера. С незначительным перерывом Уайт жил и выступал во Франции до середины 1870-х гг. В 1875—1877 гг. он предпринял большой гастрольный тур по Южной и Северной Америке, выступив, в частности, дважды в Нью-Йорке с Нью-Йоркским филармоническим оркестром под руководством Теодора Томаса. В 1877—1889 гг. Уайт возглавлял Императорскую консерваторию Рио-де-Жанейро. Затем он вернулся в Париж, сотрудничал с Оркестром концертного общества Парижской консерватории; по некоторым сведениям, у него брал уроки Жак Тибо.

## Творчество
Как композитор испытал влияние Генрика Венявского и Анри Вьётана. Среди его произведений — ставшая знаменитой хабанера «Прекрасная кубинка» . Имя композитора взял струнный квартет латиноамериканских исполнителей (см.: ). К числу наиболее известных сочинений Уайта относится также концерт для скрипки с оркестром фа диез минор (1864), записанный Аароном Розандом и Рэйчел Бартон.

## Память
- открытая в 1985 году в провинции Камагуэй музыкальная школа им. Хосе Уайта (Escuela Profesional de Música José White)